# Żmijowiec czerwony
Żmijowiec czerwony, żmijowiec ruski (Pontechium maculatum) – gatunek rośliny z rodziny ogórecznikowatych. Tradycyjnie zaliczany do rodzaju żmijowiec Echium, jednak po molekularnych analizach filogenetycznych od roku 2000 wyodrębniony jako takson monotypowy w rodzaju Pontechium. Występuje w południowej, wschodniej i środkowej Europie oraz w Turcji i na Kaukazie. Przez Polskę przebiega północna granica jego zasięgu. W Polsce jest rzadki, występuje tylko na południowo-wschodniej Lubelszczyźnie. Podejmowane są próby reintrodukcji gatunku na terenie obszaru Natura 2000 Zachodniowołyńska Dolina Bugu. Roślina stosowana jako lecznicza, ozdobna i dawniej także jako lekarstwo przeciw jadowi żmii.

## Morfologia

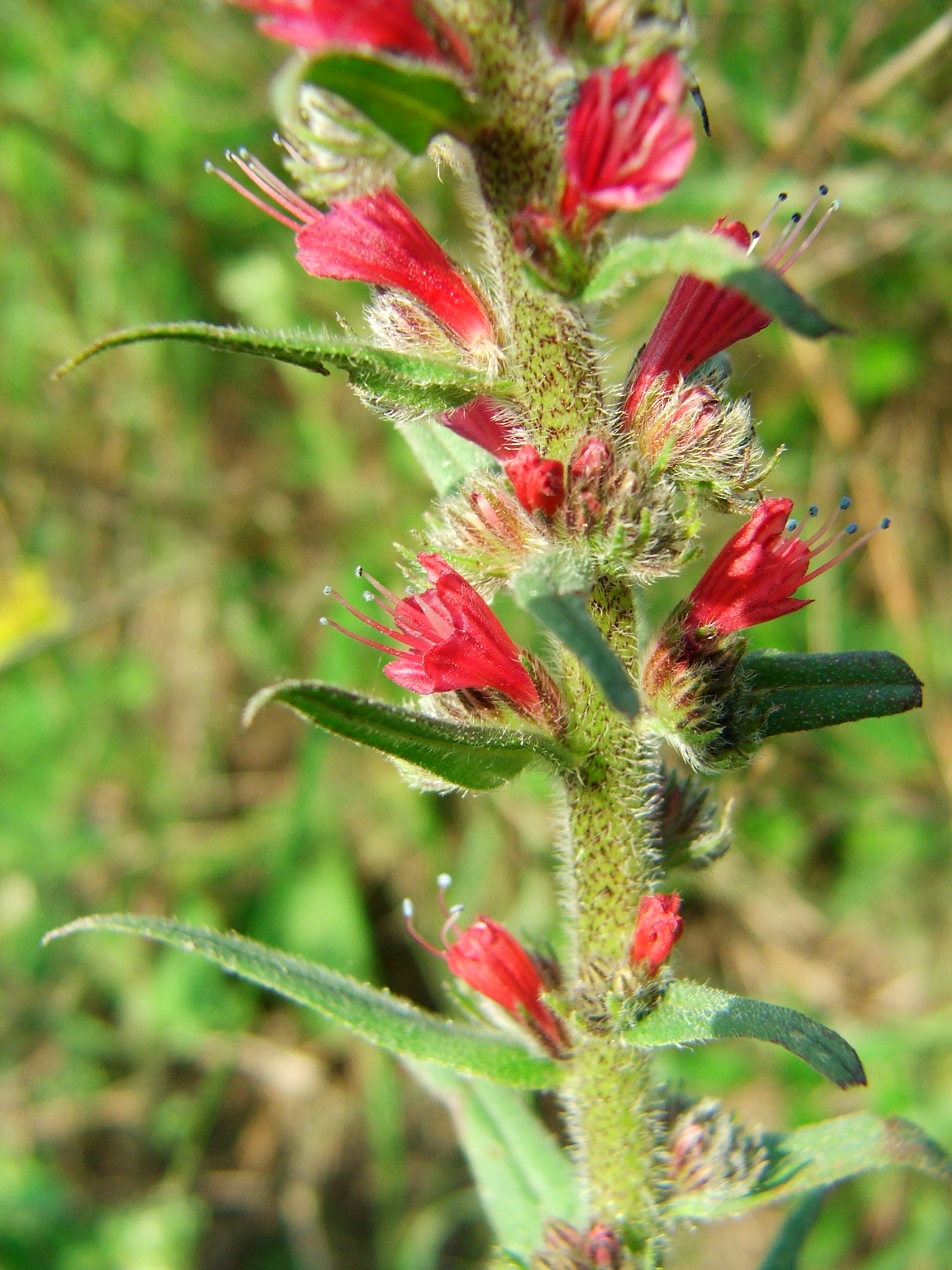
Kwiaty

ŁodygaWzniesiona, do 100 cm wysokości, pokryta gęstymi, długimi, szorstkimi włosami (nie kłującymi jednak jak u żmijowca zwyczajnego).
LiścieLiście różyczkowe lancetowate, do 25 cm długości. Liście łodygowe maleją ku górze.
KwiatyPłatki korony szkarłatnoczerwone, zebrane po kilka w liczne skrętki, te z kolei zebrane w walcowaty kwiatostan o długości 10–40 cm. Rurka korony dwa razy dłuższa od kielicha.

## Biologia i ekologia
Bylina. W pierwszym roku wytwarza różyczkę liściową, w drugim - pęd kwiatostanowy, który zamiera jesienią. Na wiosnę z jego nasady rozwijają się różyczki potomne. Rośnie w murawach kserotermicznych na podłożu wapiennym. Kwitnie w maju i czerwcu. Gatunek charakterystyczny rzędu Festucetalia valesiacae.

## Zagrożenia i ochrona
Roślina objęta w Polsce ścisłą ochroną gatunkową.
Kategorie zagrożenia gatunku:
- Kategoria zagrożenia w Polsce według Czerwonej listy roślin i grzybów Polski (2006)[10]: E (wymierający); 2016: CR (krytycznie zagrożony)[11].
- Kategoria zagrożenia w Polsce według Polskiej czerwonej księgi roślin[12]: CR (critical, krytycznie zagrożony).